# Dubber Side of the Moon
Dubber Side of the Moon è il secondo album tributo pubblicato dagli Easy Star All-Stars di Dark Side of the Moon dei Pink Floyd, dopo il primo Dub Side of the Moon.

## Tracce
1. "Speak to Me/Breathe (In the Air)" (Dubmatix Remix)
2. "On the Run" (10 Ft. Ganga Plant Remix)
3. "Time" (Groove Corporation Remix)
4. "The Great Gig in the Sky" (Dubphonic Remix)
5. "Money" (The Alchemist Remix)
6. "Us and Them" (Dreadzone Remix)
7. "Any Colour You Like" (Kalbata Remix)
8. "Brain Damage" (Adrian Sherwood & Jazzwad Remix)
9. "Eclipse" (Victor Rice Remix)

Tracce Bonus
1. "Step It Pon The Rastaman Scene" (Border Crossing Remix)
2. "Money" (Mad Professor Remix)
3. "Time Version" (Michael G Easy Star All-Stars Remix)
4. "On the Run" (J.Viewz Remix)